# Partido Democrático y Social de Ceuta
El Partido Democrático y Social de Ceuta (PDSC) fue una formación política de ámbito localista de España, fundada en 1994. El PDSC, cuyos miembros son en su mayoría de religión musulmana, obtuvo por primera vez un representante en la Asamblea en 1995, convirtiéndose además Mustafa Mizzian en el primer diputado musulmán en hacerlo. En las siguientes obtuvo 3 escaños, y sus miembros llegaron a ostentar responsabilidades de Gobierno. Elecciones a la Asamblea de Ceuta de 2003.
Tras el fracaso electoral de las elecciones municipales del año 2003, sus cabezas visibles pasaron a formar parte del Partido Popular entre ellos el Nº 2 Mohamed Chaib (Chailo), siendo nombrado como asesor del Delegado del Gobierno "Luis Vicente Moro", Mustafa Mizzian estuvo a punto de ser nombrado coordinador de infraestructuras para el plan especial del Príncipe, siendo vetado por el Gerente de EMVICESA y los propios trabajadores de la empresa municipal que no veían con buenos ojos que un cargo político cobrara como personal en plantilla, Abdelhakim, hermano de la que fue directora territorial del INGESA Malika Abdeselam que ostentó el cargo como miembro del Partido Popular hasta que se produjo su cese fulminante, actualmente candidato a la Asamblea de Ceuta en las filas del Partido Popular.
El cambio de chaqueta de los cabezas visibles del PDSC les pasó factura en las elecciones municipales del 2003, obteniendo únicamente un escaño, al haber sido considerados por el electorado musulmán como traidores y perdiendo representatividad en las elecciones del 2007.
En las Elecciones a la Asamblea de Ceuta de 2019 la candidatura Coalición por Ceuta-Partido Democrático y Social de Ceuta quedó sin representación en la Asamblea de Ceuta.
Tras estos malos resultados la formación se disolvió. La mayoría de sus afiliados se pasaron a Coalición Caballas o se retiraron de la política.

## Resultados en la Asamblea de Ceuta
| Elección | Votos | Porcentaje | Representantes | Puesto |
| 1995     | 1.449 | 5,09 %     | 1/25           | 6.º    |
| 1999     | 3.340 | 10,14 %    | 3/25           | 3.º    |
| 2003     | 1.722 | 5,19 %     | 1/25           | 4.º    |
| 2007     | 1.258 | 3,67 %     | 0/25           | 5.º    |
| 2011     | 720   | 2,34 %     | 0/25           | 5.º    |
| 2015     | 531   | 1,82 %     | 0/25           | 6.º    |
| 2019     | 329   | 0,97 %     | 0/25           | 8.º    |

- Datos: Q5255874